# Hans Penth
Hans Penth (* 6. Mai 1937 in Berlin; † 17. Juni 2009 in Chiang Mai, Thailand) war ein deutscher Sprachwissenschaftler und Thaiist.

## Leben
Hans Penth promovierte 1964 an der Universität Frankfurt in „Sprachen und Geschichte Südostasiens“ mit den Nebenfächern Chinesisch und Ethnologie. Beschäftigte er sich in seiner Dissertation mit der Geschichte von Aceh (Sumatra), so ging er Ende der sechziger Jahre nach Thailand.
Zwischen 1965 und 1970 studierte Penth am Wat Phan Tao in Chiang Mai die Chroniken des alten Reiches Lan Na in Nord-Thailand. Er ließ sich in Chiang Mai nieder und spezialisierte sich im Folgenden auf die Geschichte Nord-Thailands. In den siebziger Jahren war er als Forscher am Institut für Sozialwissenschaften der Universität Chiang Mai tätig. Von 1981 bis 1997 war er „ausländischer Experte“ am Archiv für Inschriften Lannas des Instituts für Sozialforschung, das seinerzeit neu gegründet worden war. Hans Penth verfasste mehr als 100 wissenschaftliche Artikel, darunter der bekannte Jinakalamali-Index. In seinen Publikationen und Vorlesungen verband er die Geschichte und Kultur Lannas mit dem seinerzeitigen Alltagsleben.
Hans Penth trat 1997 in den Ruhestand, blieb aber weiterhin wissenschaftlich tätig, u. a. als Ehrenmitglied der Siam Society und als enger Mitarbeiter von Prinzessin Galyani Vadhana, der Schwester von König Bhumibol Adulyadej (Rama IX.). Seine Hauptarbeit lag nun in der Publikation von Inschriften, die bis dato nur als Mikroverfilmung vorlagen.
Hans Penth starb nach langer Krankheit am 17. Juni 2009 im Suan-Dok-Krankenhaus in Chiang Mai und wurde am 21. Juni nach buddhistischem Bestattungsritus eingeäschert. Er war verheiratet mit einer thailändischen Professorin für Romanistik und hatte einen Sohn.

## Schriften
- A Brief History of Lan Na. Silkworm Books, Chiang Mai 2000, ISBN 974-7551-32-2.
- The Chiang Mai Chronicle. Palm-leaf manuscripts. Silkworm Books, Chiang Mai 2000, 1998, ISBN 974-7047-69-1.
- Jinakalamali Index. An annotated index to the Thailand part of the Rattapanna Chronicle Jinakalamali. Silkworm Books, Chiang Mai 2000, 1994, ISBN 974-7047-32-2.